# Baoxianghe Shuiku
Baoxianghe Shuiku är en reservoar i Kina. Den ligger i provinsen Yunnan, i den sydvästra delen av landet, omkring 25 kilometer öster om provinshuvudstaden Kunming. I omgivningarna runt Baoxianghe Shuiku växer i huvudsak blandskog.
Genomsnittlig årsnederbörd är 1 483 millimeter. Den regnigaste månaden är juni, med i genomsnitt 199 mm nederbörd, och den torraste är december, med 61 mm nederbörd.